# Паттон, Джастин
Джастин Николас Паттон (англ. Justin Nicholas Patton; род. 14 июня 1997 года в Ривердейле, Джорджия, США) — американский профессиональный баскетболист, играющий на позиции центрового за греческий клуб «Перистери». На драфте НБА 2017 года был выбран командой «Чикаго Буллз» в первом раунде под общим 16-м номером.

## Средняя школа
Паттон учился в школе северной Омахи (Омаха, Небраска). Он играл за спортивную академию Омахи в конференции детского баскетбола AAU. По версии Scout.com его рейтинг был 5 звезд. После школы Джастин ушел в Крейтонский университет.

## Студенческая карьера
2015 год Паттон провел в Крейтонском университете на правах «Redshirt». Его тренер, Грег Макдермотт, выбрал стратегию «Redshirt» по разным причинам. Пэттон был слишком молод и ему нужно было улучшать игру. Кроме того, Джастину пришлось бы проводить мало времени на площадке из-за наличия основного центрового Джоффа Гроссела. Макдермотт был убежден, что Паттону нужно подучиться, как нужно конкурировать с другими игроками на подобном уровне, и усвоить важность правильного питания и распорядка дня. В своей первой игре за колледж в 2016 году он набрал 12 очков и 8 подборов. Свой рекорд сезона в 25 очков он установил в игре против колледжа Сэнт-Джонс 4 января 2017 года. После этого были 13 последовательных игр с двузначными показателями, вплоть до проигрыша 4 февраля 2017 года от университета Ксавье. После своего первого сезона Пэттон был назван новичком года восточной конференции NCAA. 5 апреля 2017 года Пэттон отказался от игр за колледж, заявил о намерении выставить кандидатуру на Драфт НБА 2017 года и заключил договор с агентом.

## Профессиональная карьера

### Миннесота Тимбервулвз (2017—2018)
На драфте Паттон был выбран командой Чикаго Буллз под 16-м общим номером. Сразу же после драфте права на игрока были переданы клубу Миннесота Тимбервулвз по двустороннему соглашению между клубами и обмену Джимми Батлера на Зака Лавина, Криса Данна и право драфта Лаури Макканена. 4 июля 2017 года Пэттон заключил договор с «Тимбервулвз». Паттон должен был участвовать в летней лиге НБА 2017, но получил травму во время тренировки (перелом левой ноги) и был немедленно прооперирован, после чего временно отстранен на неопределённый срок. Дебютировал Джастин 1 апреля 2018 года против Юта Джаз. Его команда проигрывала 27 очков, и оставалось играть 3 минуты 44 секунды в четвёртой четверти. Паттон забил 2 очка, сделал перехват. 18 апреля 2018 года Джастин перенес еще одну операцию на левой ноге, чтобы ускорить восстановление после травмы, произошедшей прошлым летом. Команда объявила о том, что Паттон на неопределенное время отстранен от игр за клуб. Большую часть дебютного сезона баскетболист провел в команде «Айова Вулвз», где 28 раз выходил в стартовом составе. Средние показатели за игру составили 12,7 очков и 5,4 подбора за 23,2 минуты.

### Филадельфия Севенти Сиксерс (2018—2019)
12 ноября 2018 года Паттон был обменян вместе с Джимми Батлером в «Филадельфию Севенти Сиксерс» на Роберта Ковингтона, Дарио Шарича, Джеррида Бэйлесса и драфт-пик второго раунда 2022 года. 3 апреля 2019 года Пэттон был отчислен «Сиксерс» после участия в 3 играх.

### Оклахома-Сити Тандер (2019—2020)
13 августа 2019 года Паттон подписал двусторонний контракт с «Оклахома-Сити Тандер». 14 января 2020 года, выступая за «Оклахома-Сити Блю» в Джи-Лиге НБА, Паттон набрал 45 очков, 13 подборов, 9 передач и 6 блоков в победе над «Саут-Бей Лейкерс».
24 января 2020 года Паттон был обменян в «Даллас Маверикс» на Айзею Роби и денежную компенсацию. Паттон был отчислен на следующий день.

### Висконсин Хёрд (2020)
20 февраля 2020 года команда «Висконсин Хёрд» объявила о том, что приобрела Паттона с драфта отказов. Паттон сыграл семь игр за «Хёрд», прежде чем сезон был досрочно завершен из-за пандемии COVID-19. В среднем за игру в команде игрок набирал 12 очков, 6,6 подборов и 3,4 блока.
26 июня 2020 года «Детройт Пистонс» объявил о подписании контракта с Паттоном.
Не сыграв в официальной игре за «Пистонс», 19 ноября 2020 года Паттон был обменян в «Лос-Анджелес Клипперс» в рамках сделки с участием трех команд. Позднее Паттон был отчислен.
3 декабря 2020 года Паттон подписал контракт на тренировочный лагерь с «Милуоки Бакс». 17 декабря игрок был отчислен.

### Уэстчестер Никс (2021)
11 января 2021 года Паттон был выбран командой «Уэстчестер Никс» под общим девятым номером на первом драфте Джи-Лиги НБА 2021 года.

### Хьюстон Рокетс (2021)
19 февраля 2021 года «Хьюстон Рокетс» подписали с Паттоном двусторонний контракт, согласно которому игрок выступал за «Рио-Гранде Вэллей Вайперс». 3 апреля Паттон был отзаявлен.

### Хапоэль Эйлат (2021—2022)
26 августа 2021 года Паттон подписал контракт с «Хапоэль Эйлат» из чемпионата Израиля по баскетболу. В сезоне 2021/22 годах игрок лидировал в лиге по среднему количеству блоков за игру, оформляя в среднем 1,6 за игру.

### Шоле (2022—2023)
3 августа 2022 года Паттон подписал контракт с «Шоле» из чемпионата Франции по баскетболу.

### Шаньси Лунгс (2023—2024)
1 сентября 2023 года Джастин Паттон подписал контракт с китайским клубом «Шаньси Лунгс».

### Перистери (2024—настоящее время)
7 августа 2024 года Паттон подписал контракт с греческим клубом «Перистери».

## Статистика

### Статистика в НБА
| Сезон                                                                                    | Команда       | Регулярный сезон | Регулярный сезон | Регулярный сезон | Регулярный сезон | Регулярный сезон | Регулярный сезон | Регулярный сезон | Регулярный сезон | Регулярный сезон | Регулярный сезон | Регулярный сезон | Серия плей-офф | Серия плей-офф | Серия плей-офф | Серия плей-офф | Серия плей-офф | Серия плей-офф | Серия плей-офф | Серия плей-офф | Серия плей-офф | Серия плей-офф | Серия плей-офф |
| Сезон                                                                                    | Команда       | GP               | GS               | MPG              | FG%              | 3P%              | FT%              | RPG              | APG              | SPG              | BPG              | PPG              | GP             | GS             | MPG            | FG%            | 3P%            | FT%            | RPG            | APG            | SPG            | BPG            | PPG            |
| ---------------------------------------------------------------------------------------- | ------------- | ---------------- | ---------------- | ---------------- | ---------------- | ---------------- | ---------------- | ---------------- | ---------------- | ---------------- | ---------------- | ---------------- | -------------- | -------------- | -------------- | -------------- | -------------- | -------------- | -------------- | -------------- | -------------- | -------------- | -------------- |
| 2017/18                                                                                  | Миннесота     | 1                | 0                | 3,7              | 50,0             | 0,0              | 0,0              | 0,0              | 0,0              | 1,0              | 0,0              | 2,0              | Не участвовал  | Не участвовал  | Не участвовал  | Не участвовал  | Не участвовал  | Не участвовал  | Не участвовал  | Не участвовал  | Не участвовал  | Не участвовал  | Не участвовал  |
| 2018/19                                                                                  | Филадельфия   | 3                | 0                | 6,9              | 28,6             | 0,0              | 50,0             | 2,0              | 1,0              | 0,7              | 0,0              | 1,7              | Не участвовал  | Не участвовал  | Не участвовал  | Не участвовал  | Не участвовал  | Не участвовал  | Не участвовал  | Не участвовал  | Не участвовал  | Не участвовал  | Не участвовал  |
| 2019/20                                                                                  | Оклахома-Сити | 5                | 0                | 4,8              | 40,0             | 25,0             | 0,0              | 1,0              | 0,4              | 0,0              | 0,0              | 1,8              | Не участвовал  | Не участвовал  | Не участвовал  | Не участвовал  | Не участвовал  | Не участвовал  | Не участвовал  | Не участвовал  | Не участвовал  | Не участвовал  | Не участвовал  |
|                                                                                          | Всего         | 9                | 0                | 5,4              | 36,8             | 16,7             | 50,0             | 1,2              | 0,6              | 0,3              | 0,0              | 1,8              | Не участвовал  | Не участвовал  | Не участвовал  | Не участвовал  | Не участвовал  | Не участвовал  | Не участвовал  | Не участвовал  | Не участвовал  | Не участвовал  | Не участвовал  |
| Наведите курсор мыши на аббревиатуры в заголовке таблицы, чтобы прочесть их расшифровку. |               |                  |                  |                  |                  |                  |                  |                  |                  |                  |                  |                  |                |                |                |                |                |                |                |                |                |                |                |

### Статистика в Лиге развития
| Сезон                                                                                    | Команда     | Регулярный сезон | Регулярный сезон | Регулярный сезон | Регулярный сезон | Регулярный сезон | Регулярный сезон | Регулярный сезон | Регулярный сезон | Регулярный сезон | Регулярный сезон | Регулярный сезон | Серия плей-офф | Серия плей-офф | Серия плей-офф | Серия плей-офф | Серия плей-офф | Серия плей-офф | Серия плей-офф | Серия плей-офф | Серия плей-офф | Серия плей-офф | Серия плей-офф |
| Сезон                                                                                    | Команда     | GP               | GS               | MPG              | FG%              | 3P%              | FT%              | RPG              | APG              | SPG              | BPG              | PPG              | GP             | GS             | MPG            | FG%            | 3P%            | FT%            | RPG            | APG            | SPG            | BPG            | PPG            |
| ---------------------------------------------------------------------------------------- | ----------- | ---------------- | ---------------- | ---------------- | ---------------- | ---------------- | ---------------- | ---------------- | ---------------- | ---------------- | ---------------- | ---------------- | -------------- | -------------- | -------------- | -------------- | -------------- | -------------- | -------------- | -------------- | -------------- | -------------- | -------------- |
| 2017/18                                                                                  | Айова Вулвз | 38               | 28               | 23,1             | 47,4             | 30,6             | 76,4             | 5,5              | 1,6              | 1,0              | 1,4              | 12,7             | Не участвовал  | Не участвовал  | Не участвовал  | Не участвовал  | Не участвовал  | Не участвовал  | Не участвовал  | Не участвовал  | Не участвовал  | Не участвовал  | Не участвовал  |
|                                                                                          | Всего       | 38               | 28               | 23,1             | 47,4             | 30,6             | 76,4             | 5,5              | 1,6              | 1,0              | 1,4              | 12,7             | Не участвовал  | Не участвовал  | Не участвовал  | Не участвовал  | Не участвовал  | Не участвовал  | Не участвовал  | Не участвовал  | Не участвовал  | Не участвовал  | Не участвовал  |
| Наведите курсор мыши на аббревиатуры в заголовке таблицы, чтобы прочесть их расшифровку. |             |                  |                  |                  |                  |                  |                  |                  |                  |                  |                  |                  |                |                |                |                |                |                |                |                |                |                |                |

### Статистика в колледже
| Сезон                                                                                   | Команда | GP | GS | MPG  | FG%  | 3P%  | FT%  | RPG | APG | SPG | BPG | PPG  |  |
| --------------------------------------------------------------------------------------- | ------- | -- | -- | ---- | ---- | ---- | ---- | --- | --- | --- | --- | ---- |  |
| 2016/17                                                                                 | Крейтон | 35 | 35 | 25,3 | 67,6 | 53,3 | 51,7 | 6,2 | 1,2 | 0,9 | 1,4 | 12,9 |  |
|                                                                                         | Всего   | 35 | 35 | 25,3 | 67,6 | 53,3 | 51,7 | 6,2 | 1,2 | 0,9 | 1,4 | 12,9 |  |
| Наведите курсор мыши на аббревиатуры в заголовке таблицы, чтобы прочесть их расшифровку |         |    |    |      |      |      |      |     |     |     |     |      |  |